# Bâtiment 5
Bâtiment 5 és una pel·lícula dramàtica francesa de 2023, dirigida per Ladj Ly.
L'obra és protagonitzada per Alexis Manenti com a Pierre, un jove metge que és nomenat alcalde d'un suburbi obrer de París després de la mort de l'antic alcalde, i Anta Diaw com a Haby, una jove que viu en un edifici de gran altura de la ciutat que es converteix en activista pels «indesitjables» que poden ser expulsats per la voluntat de l'electorat de Pierre de netejar i gentrificar la comunitat. El seu repartiment també inclou Jeanne Balibar, Steve Tientcheu, Aristote Luyindula i Valentin Pradier.

## Producció
Tot i no ser una seqüela directa, la pel·lícula està relacionada temàticament amb la pel·lícula de Ly de 2019 Els miserables, de fet, ambdues comparteixen gran part de l'equip de producció. L'inici del rodatge de la pel·lícula es va anunciar el desembre de 2022.
Tot i que va ser escrit i en producció molt abans de l'esclat de les protestes per la mort de Nahel Merzouk el juny de 2023, se l'ha definit com a una aproximació oportuna d'algunes de les mateixes pressions socials i polítiques que van provocar els avalots.

## Estrena
La pel·lícula es va estrenar el 8 de setembre de 2023 al Festival Internacional de Cinema de Toronto (TIFF).

## Crítica
Tim Grierson, del Screen Daily, va escriure que «El debut de Ly ocasionalment rendeix quan s'intenta fer grans gestos dramàtics i Bâtiment 5 no és diferent, dirigint-se cap a un final sobreescalfat en el qual finalment detona el barril de pólvora que s'ha anat construint al llarg de la pel·lícula. Ly s'aprofita de les lents sense envernissament del director de fotografia Julien Poupard que capten clarament les apostes ansioses de la història. Això mai s'implementa de manera més desgarradora que durant una seqüència afectiva en què els residents de l'habitatge són finalment expulsats de les seves cases, la roba de llit i els objectes personals dels immigrants solemnement llançats des de les finestres de gran altura, però, fins i tot quan el cineasta potser es sobrepassa narrativament per il·lustrar la profunditat de la fúria d'aquests immigrants, es nega intel·ligentment a oferir una homilia simplista en resposta als tumults emocionals de raça i classe que ha creat Bâtiment 5 estan arrelats a la societat, potser insolubles. Però això no li impedirà reconèixer el foc que crema».